# 601 Nerthus
601 Nerthus è un asteroide della fascia principale del diametro medio di circa 73,32 km. Scoperto nel 1906, presenta un'orbita caratterizzata da un semiasse maggiore pari a 3,1352107 UA e da un'eccentricità di 0,1020136, inclinata di 16,08353° rispetto all'eclittica.
L'asteroide prende il nome da Nerthus, divinità germanica della fertilità.